# Kéraban Încăpățânatul
Kéraban Încăpățânatul (în franceză Kéraban-le-Têtu) este un roman de aventuri scris de Jules Verne. Romanul a fost serializat în Magasin d'Éducation et de Récréation între 1 ianuarie și 15 octombrie 1883, fiind publicat apoi în volum pe 15 noiembrie același an.

## Povestea
Kéraban este un negustor turc care trăiește în Istanbul. Într-o zi, invitându-l pe partenerul său de afaceri olandez la cină în locuința sa situată de cealaltă parte a strâmtorii Bosfor, află că s-a instituit un impozit pentru fiecare traversare cu barca a strâmtorii. Ultragiat de o asemenea decizie, Kéraban refuză să plătească impozitul și alege în schimb să înconjoare Marea Neagră pentru a ajunge la locuința sa.
După ce supraviețuiește atacului unor mistreți, grupul ajunge la Odesa. Aici, Kéraban îl vizitează pe nepotul lui, Ahmet, care este pe punctul de a se căsători cu Amasia, fiica bancherului Selim. Kéraban îl roagă pe Ahmet să-l însoțească la Scutari, dar, la scurt timp după plecarea lor, Amasia este răpită de căpitanul Yarhud. La granița dintre Rusia și Turcia călătorii descoperă că linia de cale ferată a fost distrusă, dar Kéraban reușește să traverseze folosind căruțe.
În apropierea unui far, Ahmet salvează două femei care supraviețuiseră unui naufragiu. Una dintre ele este Amasia, pe care Yarhud o furase pentru a o duce într-un caravanserai. Grupul îi demască pe răpitori și, în continuare, îl angajează ca ghid pe Scarpante, fără a ști că acesta este un bandit. Ghidul îi convinge să părăsească ruta de coastă și să se avânte prin munții din Anatolia. Acolo, grupul este atacat noaptea de bandiți, dar reușește să scape, omorându-i în conflict pe Yarhud și Scarpante.
Ajuns înapoi în Istanbul, Kéraban află că nunta dintre Ahmet și Amasia poate avea loc doar în partea europeană a orașului. Din nou, refuză să plătească taxa pentru traversarea cu barca a Bosforului, folosind în schimb o roabă împinsă pe deasupra apei, pe o frânghie lungă de 1300 de metri. Nunta are loc, spre bucura tuturor, iar partenerul olandez al lui Kéraban primește plăcuta veste că soția sa - despre care credea că murise - trăiește și vine să îl viziteze.

### Capitolele cărții
Partea I
- I. - În care Van Mitten și valetul său Bruno se plimbă, privesc și stau de vorbă, fără să înțeleagă nimic din ce se petrece
- II. - În care intendentul Scarpante și căpitanul Yarhud stau de vorbă despre proiecte pe care e bine să le cunoaștem
- III. - În care domnul Kéraban e foarte surprins să-l întâlnească pe prietenul său, Van Mitten
- IV. - În care domnul Kéraban, mai încăpățânat ca niciodată, se opune autorităților otomane
- V. - În care domnul Kéraban vorbește în felul lui despre cum înțelege el să călătorească și părăsește Constantinopolul
- VI. - În care călătorii încep să întâmpine câteva greutăți cu precădere în Delta Dunării
- VII. - În care caii de poștă săvârșesc de frică ceea ce nu au făcut sub biciul surugiului
- VIII. - În care cititorul va face cu plăcere cunoștință cu tânăra Amasia și logodnicul ei, Ahmet
- IX. - În care planul căpitanului Yarhud era cât pe ce să reușească
- X. - În care Ahmet ia o hotărâre energică, impusă, de altfel, de împrejurări
- XI. - În care nițică dramă se împletește în povestirea plină de fantezie a călătoriei
- XII. - În care Van Mitten spune o poveste despre lalele, care îl va interesa, poate, pe cititor
- XIII. - Cum străbat călătorii noștri antica Tauridă și în ce fel ies caii din ea
- XIV. - În care domnul Kéraban se arată mai tare la geografie decât îl credea nepotul lui, Ahmet
- XV. - În care domnul Kéraban, Ahmet, Van Mitten și slugile lor joacă rolul de salamandre
- XVI. - În care e vorba de neprețuitul tutun din Persia și Asia Mică
- XVII. - În care are loc o întâmplare dintre cele mai grave cu care se încheie prima parte a acestei povestiri

Partea II
- I. - În care îl regăsim pe domnul Kéraban, furios că a călătorit cu trenul
- II. - În care Van Mitten se decide să dea curs obsesiilor lui Bruno și urmările acestei hotărâri
- III. - În care Bruno îi joacă lui Niyib o festă, pe care, tragem nădejdea, că cititorulva binevoi să i-o ierte
- IV. - În care totul se petrece printre tunete și fulgere
- V. - Despre ce se vorbește și ce se vede mergând de la Atina la Trebizonda
- VI. - În care e vorba de noi personaje, pe care Kéraban le va întâlni la caravanseraiul Rissar
- VII. - În care judecătorul din Trebizonda face ancheta într-un mod destul de ingenios
- VIII. - Care se sfârșește într-un fel cu totul neașteptat, mai ales pentru amicul Van Mitten
- IX. - În care Van Mitten, logodindu-se cu preacinstita Sarabul, are cinstea de a deveni cumnatul domnului Yanar
- X. - În timpul căruia călătorii nu pierd nicio zi și niciun ceas
- XI. - În care domnul Kéraban sprijină propunerea călăuzei, împotriva părerii nepotului său, Ahmet
- XII. - În care se află despre câteva schimburi de cuvinte între preacinstita Sarabul și noul ei logodnic
- XIII. - În care domnul Kéraban, după ce a ținut piept măgarului său, își înfruntă și dușmanul de moarte
- XIV. - În care Van Mitten încearcă s-o lămurească pe preacinstita Sarabul care e situația
- XV. - În care se va vedea că domnul Kéraban e mai încăpățânat ca niciodată
- XVI. - În care se arată încă o dată că nimic nu potrivește mai bine lucrurile decât întâmplarea[2]

## În jurul Mării Negre într-un secol al schimbărilor
Secolul al XIX-lea a fost un secol al schimbărilor geografice, istorice și tehnice. Congresul de la Viena din 1815 a redesenat harta Europei, pe care se vor desfășura o serie de revoluții în 1848. Imperiul otoman începe să se destrame (Grecia își obține independența între 1821-1827, la fel cum o vor face între 1877-1878 și România, Serbia și Muntenegru), iar unele țări se unesc sub aceleași granițe (Țara Românească și Moldova) în 1859, Bulgaria în 1885). Raportul de forțe între marile puteri europene se schimbă în urma campaniilor lui Napoleon, a Războiului Crimeei (1854-56) și a războiului franco-prusac (1870-71).
Romanul îi oferă lui Jules Verne prilejul de a prezenta o parte dintre aceste schimbări istorico-geografice prin intermediul unui periplu în jurul Mării Negre, în timpul căruia călătorii străbat teritoriile actualelor state Turcia, Bulgaria, România (cu Delta Dunării), Ucraina, Rusia și Georgia. În aceste zone, în ciuda schimbărilor petrecute la nivel politic, prezintă un contrast între zonele civilizate și cele în care mișună pirații și bandiții. Personajele negative ale romanului, Yanar și Scarpante, sunt reprezentative în acest sens, deși sunt destul de palide (prezența piraților în zonă este descrisă și într-un alt roman vernian, Pilotul de pe Dunăre, precum și în faimosul roman al lui Radu Tudoran Toate pânzele sus!).
În afara acestor schimbări, Europa a cunoscut și adevărate revoluții la nivel tehnologic, care au stat la baza întregii serii de Călătorii extraordinare a lui Jules Verne. În fapt, în 1883, William Whewell a inventat termenul "om de știință", iar contribuțiile unor oameni ca Charles Darwin, Louis Pasteur, Thomas Alva Edison, Karl Weierstrass, Michael Faraday și James Clerk Maxwell au schimbat radical concepțiile și stilul de viață al oamenilor.
Unii au salutat această revoluție industrială și tehnologică, în timp ce alții i s-au opus cu înverșunare. Eroul romanului, Kéraban, face parte din a doua categorie; el este încăpățânat și conservator (inclusiv în privința modei), respingând inovațiile "moderne" cum ar fi căile ferate, vapoarele și telegraful. Mai mult, el este foarte popular în rândul cetățenilor tocmai din cauza acțiunilor sale de revoltă îndreptate împotriva schimbării (cum ar fi și cea realizată pe plan fiscal, care îl determină să pornească în îndrăzneața sa călătorie). 
La polul opus se află partenerul său olandez, Mijnheer Jan Van Mitten, un om manierat al cărui slujitor credincios, Bruno, care îngrijorat în primul rând de greutatea sa, considerând că în Țările de Jos statutul social depinde de greutatea corporală (scăderea în greutate datorată stresului călătoriei îl determină chiar să-și îndemne stăpânul să se despartă de Kéraban).

## Teme abordate în cadrul romanului
- slujitorul credincios, reprezentat de Bruno (și prezent în majoritatea romanelor verniene, dintre care cel mai faimos este Passepartout din Ocolul Pământului în optzeci de zile);
- perseverența în atingerea scopului propus, exemplificată prin încăpățânarea lui Kéraban de a ajunge în cartierul asiatic al Istanbulului fără a plăti taxa impusă de guvern, indiferent de resursele și pericolele implicate de decizia lui;
- curajul, prezentat prin acțiunile eroice ale lui Ahmet (și care amintește de acțiunile eroice ale multora dintre personajele lui Jules Verne, dintre care cel mai reprezentativ este Dick Sand din Căpitan la cincisprezece ani).

## Lista personajelor
| - Ahmet - Amasia - Bruno - Kéraban - Kidros - Nedjeb - Nizib - Saffar | - Saraboul - Scarpante - Sélim - Storchi - Jan Van Mitten - Yanar - Căpitanul Yarhud |

## Adaptări
- în anii '80, compania Electrecord din România a lansat teatrul radiofonic pe disc dublu de vinil Pariul Mării Negre, o adaptare foarte liberă după roman[3] realizată de Anda Boldur.
- În 1996, romanul a fost ecranizat într-un film de animație realizat în coproducție de Germania și China, în regia lui Manfred Durniok și Zu Hao Hong.

## Traduceri în limba română
- perioada interbelică - O aventură în jurul Mării Negre, Ed. Națională-Ciornei, 192 pag.
- 1989 - Claudius Bombarnac. Kéraban Încăpățînatul, Ed. Ion Creangă, Colecția "Jules Verne", vol. 40, traducere Sanda Radian, 320 pag.
- 2005 - Kéraban Încăpățânatul, Ed. Prietenii Cărții, Colecția "Condor", 224 pag.
- 2010 - Claudius Bombarnac. Kéraban Încăpățânatul, Ed. Adevărul, Colecția "Jules Verne", vol. 40, traducere Marius Zavastin, 540 pag., ISBN 978-606-539-186-4